# David Wharton
David Lee Wharton (* 19. Mai 1969 in Abington oder Warnminster, Pennsylvania) ist ein ehemaliger Schwimmer aus den USA.
Seine Stärken lagen in der Lage Schmetterling und über die Lagenstrecken. So hielt er zeitweise die Weltrekorde über 200 m und 400 m Lagen. Bei den Olympischen Spielen 1988 in Seoul gewann er die Silbermedaille über 400 m Lagen. Im Jahr 1987 wurde er zum amerikanischen Schwimmer des Jahres des Swimming World Magazines gewählt.